# Шавырин, Борис Петрович
Борис Петрович Шавырин (11 июля 1901, Санкт-Петербург — 20 мая 1961, Брянск) — архитектор, режиссёр, художник-постановщик, концепт-художник театра, актёр, публицист, критик и депутат. 
Журналист газеты «Брянский рабочий» (1920-е), Театральный деятель Государственного театра имени Вс. Мейерхольда (1924), Первый главный архитектор города Дятьково (1929), Первый, официальный, главный архитектор города Брянск (1937), главный архитектор города Брянск и Брянской области (1944), депутат Брянского городского законодательного собрания (1950-е).
Стал одним из инициаторов малого архитектурного возрождения в лице его мнения о градостроительном подходе к планам и ансамблям предыдущих эпох. Является эталонным примером архитектора стиля ретроспективизма и неоклассицизма с уклоном в строгий классицизм XIX века.
За отличия удостоен ордена Трудового Красного Знамени.

## Биография

### Ранние годы
Борис Петрович Шавырин родился 11 июля 1901 года по свидетельству жены в Санкт-Петербурге в купеческой семье, но провёл детство в Дятьково у родственников. 
После смерти отца с 1908 года жил некоторое время у старшего брата под Санкт-Петербургом, а потом вновь возвратился в Дятьково.
В 1919 году поступил в Брянское механико-техническое училище и продолжил обучение в Иваново-Вознесенском политехническом институте.
В 1920-х годах являлся сотрудником газеты «Брянский рабочий», занимался публикацией рецензий на театральные постановки.
В 1924 году, поступил на архитектурный факультет Московского высшего художественного института (ВХУТЕИН-ВХУТЕМАС). Точно неизвестно об учителях архитектора Бориса Петровича. Но в конце 1920-х годов на архитектурном факультете ВХУТЕИНА преподавали легендарные учителя – Алексей Щусев, Николай Ладовский, Илья Голосов, Константин Мельников, Василий Кандинский, Дмитрий Кардовский, Лазарь Лисицкий, Александр Родченко, Владимир Татлин, Владимир Фаворский. Архитектурный факультет возглавлял академик Иван Жолтовский. Нет сомнений, что у Бориса Шавырина преподавателями и руководителями были эти деятели мирового искусства.
Обладая актерским мастерством учился в Театральной школе у Всеволода Меерхольда. Он участвовал в театральных спектаклях, оформлял спектакли как художник-постановщик, создавал эскизы постановок и костюмов.

### Обер-архитеткор и главный архитектор городаДятьковои городаБрянска
В 1929 году молодой архитектор возвращается в Дятьково, где начинает работу с должности главного городского архитектора, затем руководил конторой «Запстройтреста», Управлением Капитального Строительства Дятьковского Хрустального Завода.
В 1937 году Борис Шавырин назначается главным архитектором города Брянска. С началом Второй Мировой Войны он находился в Брянске, где руководил службой убежищ и укрытий.
В 1944 году После двух лет эвакуации в город Усть-Катав архитектор возвращается в Брянск для руководства работой по восстановлению разрушенного войной города.
С 28 ноября 1945 года по постановлению области, повседневный контроль за выполнением всех восстановительных работ осуществляло областное управление архитектуры во главе с Борисом Петровичем Шавыриным.
К 1946 году в городе было всего две «гражданские» строительные организации (кроме стройотдела ХОЗО УНКВД) – тресты «Брянскпромстрой» и «Горремстрой» с общей численностью рабочих 440 человек. Остро ощущался дефицит строительных кадров. Важно было обеспечить все строительные работы технической документацией, но подготовленных кадров для проектной работы также не было.
С 1946 года в качестве главного архитектора города Брянска и главы областного управления архитектуры, Борис Петрович занимался адаптацией генерального плана по новые условия строительства и условия восстановления города с учётом требований утверждённых генеральным планом от 1780 года, утвержденного высочайшим указом императрицы Екатерины II.
Так в 1946-1948 годах на общем контроле городского архитектора находилось более 50 объектов капитального жилого, коммунального и административного строительства и ремонта. В их числе наиболее ответственные – реконструкция Брянского Драматического Театра, контроль за ходом работ осуществлял Борис Шавырин. Проектировка и строительство в качестве обер-архитектора здания Брянской областной Думы. Так же к его проектам относится Дом Шавырина, жилое здание УВД, комплекс жилых зданий по бывшей улице Смоленской.

### Закат карьеры
В 1946-1955 годы Борис Шавырин стал одним автором первых книг о архитектуре, застройке и перспективах градостроительного развития в Брянске, в соавторстве с писателем, журналистом В.К. Соколовым.
Позднее депутатом Брянского городского Совета депутатов трудящихся нескольких созывов. За многолетнюю деятельность в градостроительстве на благо Брянщины Борис Петрович удостоен ордена Трудового Красного Знамени.
Умер Борис Петрович Шавырин 20 мая 1961 года. Похоронен на Центральном кладбище города Брянска. На могиле архитектора установлен надгробный памятник, выполненный по проекту архитектора Мелкумова Григория Асатуровича, позднее так же ставший главным архитектором города Брянска с 1959 по 1964 годы.

## Развитие архитектурных веяний в городе
Борис Шавырин сформировал коллектив профессиональных архитекторов и повлиял на становление проектного дела.
В 1943-1946 годах формируется архитектурно-планировочная мастерская «Брянскархпроект», для руководства которой Борис Петрович Шавырин приглашает Михаила Семёновича Розовского. Из Гипрогора приезжают в Брянск архитекторы Абрам Эммануилович Фридман и Зоя Ивановна Озерова.
Несколько позднее в составе «Брянскархпроекта» начинают работать молодые архитекторы – Афанасий Афанасьевич Саломахин, Василий Николаевич Городков и Николай Владиславович Куспак. При Шавырине совершенствуются в профессиональном мастерстве и местные кадры – А.И. Гуров, Георгий Александрович Гвоздиков, Рафаил Вениаминович Рейшер, Абрам Ефимович Певцов.
При его управлении было организовано экспертное бюро, через которое проходили все без исключения архитектурные проекты. Одновременно с бюро экспертизы формируется Архитектурная комиссия с председателем в лице Бориса Шавырина. В течение 1940-х годов он осуществлял экспертизу практически всей градостроительной документации застройки Брянска и Бежицы.

## Проекты архитектора

#### Главные проекты
Огромная организаторская работа главного архитектора отнимала значительную часть времени у архитектора. Но именно в эти годы Шавырин реализует свои авторские проекты. Архитектура этих построек подтверждает несомненный талант и глубокое понимание им архитектурной классики. Внешняя архитектура здания Брянской областной Думы воскресила традиции классицизма первой трети XIX века. Главный фасад здания, обращенный к площади, выполнен в сдержанных формах строгого классицизма. Его центр выделяется традиционным портиком над главным входом с шестью коринфскими колоннами. Постройка здания продолжила формирование одной из центральных площадей города в соответствии с генпланом Екатерины II – Красная площадь.
Интересен вид здания коттеджа руководителя областной парторганизации А.Н. Егорова. Небольшое здание, расположенное в глубине от красной линии бывшей улицы Завальской, пленяет своей интимностью и человечной архитектурой напоминающей Палладианскую архитектуру. После сдачи постройки эксплуатируется как здание детского сада.
Еще одна работа архитектора – жилой дом УВД по бывшей улице Комарёвская Гора. Расположенный на крутом склоне улицы среди старой застройки, он удачно вписанный в историческую среду. Один из примеров архитектурного стиля «советский классицизм» (не путать со сталинским ампиром).
В конце 1940-х годов Шавырин разрабатывает типовые проекты малоэтажных жилых домов, что при острой нехватке жилья помогло в короткие сроки решить проблему переселения жителей города из землянок и подвалов. Дома заложенные на северной части исторического центра города именуемой «Чермет» получили архитектурный образ с отсылками к немецкой архитектуре.
| # | Изображение | Название | Расположение            | Дата          |
| - | ----------- | --- | ----------------------- | ------------- |
| 1 |             | Редактура и проверка соответствия формирования городского ансамбля по генеральному плану города Брянска от 1780 года. | Центр Брянск            | 1945—1960     |
| 2 |             | Дом Шавырина | Авиловская Гора Брянск  | 1946          |
| 3 |             | Брянская областная Дума                                                                                               | Красная площадь Брянск  | 1949          |
| 4 |             | Коттедж Егорова | Улица Завальская Брянск | 1940-е        |
| 5 |             | Жилые дома Чермета «Немецкие дома»                                                                                    | Чермет Брянск           | конец 1940-ых |
| 6 |             | Жилой дом УВД | Комарёвская Гора Брянск | 1950-е        |

#### Косвенные проекты
Косвенные проекты - это проекты которыми занимались прочие архитекторы, но действующие в рамках Генплана 1780 года под редакцией Бориса Шавырина и его плана восстановления города от 1945 года. Так к его косвенным проектам можно отнести:
- Брянский драмтеатр;
- Полицейский Дворец;
- Фокинский Дворец;
- Авиловский Дворец;
- и многие другие.

## Родственники
Татьяна Игоревна Котова – внучка архитектора, заведующая труппой Брянского театра драмы имени Алексея Константиновича Толстого.

## Награды
- Орден Трудового Красного Знамени — за выдающиеся заслуги перед городом Брянском и Брянской областью.

## Список источников
- Архитектура малых городов Брянского края / В. Н. Городков. — Брянск : Брян. обл. полиграф. об-ние, 2008. — 128 с. : ил.
- Архитектурные образы Брянщины / В. Н. Городков. — Тула : Приок. кн. изд-во, 1990. — 143 с. : ил.
- Брянск: очерки об истории архитектуры города / А. В. Городков, С. И. Ушкалов, Е. С. Ильченко. — Брянск, 2018. — 98 с.
- Брянск — город древний: историко-краеведческие очерки / Я. Д. Соколов. — Брянск : Читай-город, 2006. — 640 с. : ил.
- Борис Шавырин / Е. С. Ильченко, А. В. Городков. — Брянск, 2019. — 37 с.
- Детальное исследование архитектурных веяний XX века / А. А. Осиновский. — Брянск ; Санкт-Петербург ; Великий Новгород ; Москва, 2024. — Неопубл. рукопись.
- История одной улицы, или Брянская «Золотая миля»: виртуальная экскурсия / саморегулир. орг. некоммерч. партн. «Брянское региональное объединение проектировщиков». — Брянск, 2015. — 46 с.
- Свод памятников архитектуры и монументального искусства России: Брянская область. — М. : Наука, 1998. — 640 с. : ил.
- Творцы послевоенного Брянска: зодчие 40–50-х годов / сост. А. В. Городков, Е. С. Ильченко. — Брянск, 2015. — 32 с.
- Зодчие Брянска: материалы к биобиблиографиям брянских архитекторов / сост. А. В. Городков, Э. Э. Ояла. — Брянск, 2001. — 48 с.

- Ильченко, Е. Первый архитектор Брянска / Е. Ильченко // Брянский рабочий. — 2018. — 13 дек. (№ 49). — С. 15. То же: Электронная библиотека БОНУБ [Электронный ресурс]. — URL: http://elib.libryansk.ru/elib/periodika/br_rab_2018_49.pdf (дата обращения: 28.04.2024).
- Ильченко, Е. С. Первый главный... / Е. С. Ильченко // Брянская учительская газета. — 2021. — 14 мая (№ 18). — С. 23. То же: Электронная библиотека БОНУБ [Электронный ресурс]. — URL: http://elib.libryansk.ru/elib/periodika/br_uchit_gaz_2021_18.pdf (дата обращения: 28.04.2024).
- Ильченко, Е. С. Возвращение имени / Е. С. Ильченко // Пламя труда (Дятьковский район). — 2018. — 16 окт. (№ 81). — С. 2. То же: Электронная библиотека БОНУБ [Электронный ресурс]. — URL: http://elib.libryansk.ru/elib/periodika/plamya_truda_2018_81.pdf (дата обращения: 28.04.2024).